# Số phận một con người
Số phận con người (tiếng Nga: Судьба человека) là một truyện vừa của nhà văn Mikhail Sholokhov, ra đời năm 1956.

## Nội dung
Andrey Sokolov là chiến sĩ Hồng quân trong thời gian nổ ra cuộc Chiến tranh Vệ quốc. Chiến tranh tàn khốc đã đem tới cho cuộc đời anh những đau thương khôn xiết: Bản thân bị thương, bị tù đày, vợ và hai con gái chết vì bom đạn, con trai duy nhất hi sinh đúng vào ngày chiến thắng. Chiến tranh qua đi, Andrey xuất ngũ, không còn nơi nương tựa, anh phải đến ở nhờ nhà bạn và làm lái xe chở hàng.
Trong những ngày chìm trong nỗi day dứt khôn nguôi về số phận mình, Andrey bắt gặp Vania - một chú bé mồ côi, bụi đời. Anh nhận chú bé làm con nuôi, bên nhau hai bố con đã sống thật hạnh phúc. Nhưng số phận cơ cực vẫn chưa buông tha họ. Trong một chuyến chở hàng, Andrey Sokolov gặp rủi ro, bị tước bằng lái xe. Thế là mất việc, hai bố con dắt nhau đi lang thang "khắp nẻo đường nước Nga" kiếm kế sinh nhai, dù phải vật lộn với muôn vàn khó khăn song những con người bị chiến tranh xô đẩy vẫn tràn trề niềm tin yêu cuộc sống, vào sức mạnh ý chí của con người. Và cho đến khi kết thúc câu chuyện, người cựu binh già Andrey Sokolov vẫn giấu không cho cậu con trai biết về những nỗi đau khổ riêng tư của mình.
| “ | Hai con người đã mất đi tất cả trong chiến tranh, không có nhà cửa, không gia đình... Cái gì đang chờ họ phía trước ? Và tôi nghĩ rằng có một người Nga mạnh mẽ và vững vàng, kề vai bố có một con người đang lớn dần lên và cũng sẽ trở thành một người lớn, rất có thể sẽ vững vàng và chiến thắng mọi trở ngại trên con đường của mình, nếu Tổ quốc kêu gọi... | ” |

### Nhân vật
- Nhân vật "Tôi" (người dẫn chuyện)
- Andrey Sokolov
- Ivan Sokolov (Vanya)

## Chuyển thể
- Số phận một con người (phim, 1959), giành Giải thưởng lớn tại Liên hoan phim quốc tế Moscow năm 1959, Giải thưởng tại Liên hoan phim quốc tế lần XII tại Karlovy Vary năm 1970,...